# Toby Stephens
Toby Stephens (Londra, 21 aprile 1969) è un attore britannico.

## Biografia
Stephens, figlio dell'attrice Maggie Smith e dell'attore Robert Stephens, nasce a Londra. Anche suo fratello Chris Larkin è  un attore.
Studia recitazione all'Academy of Music and Dramatic Art (LAMDA). Nel 1996 diventa uno dei protagonisti del film La dodicesima notte di Trevor Nunn.
Nel 1997 diventa il protagonista del film Fotografando i fantasmi, recitando al fianco di Ben Kingsley, mentre nel 1998 entra nel cast del film La cugina Bette, un film di Des McAnuff tratto dall'omonimo romanzo.
Prende parte, nel 1999, al film Onegin, di Martha Fiennes.
Nel 2002 diventa un membro del cast del film di Neil LaBute Possession - Una storia romantica, Nello stesso anno reciterà al fianco di Pierce Brosnan nel film di Lee Tamahori La morte può attendere, interpretando la parte del terrorista Gustav Graves.
Nel 2006 è protagonista della miniserie di grande successo internazionale Jane Eyre, interpretando la parte di Edward Rochester. Nello stesso anno prende parte al cast della commedia horror Severance - Tagli al personale, un film di Christopher Smith.
Nel 2013 prende parte a due film: The Machine e Believe - Il sogno si avvera.
A partire dal 2014 diventa il protagonista della serie televisiva Black Sails, tratta dal romanzo L'isola del tesoro, recitando la parte del pirata James Flint, ricoprendo il ruolo fino alla fine della serie nel 2017
Entra nel cast di 13 Hours: The Secret Soldiers of Benghazi, un film di Michael Bay.

### Vita privata
Nel 2001 sposa l'attrice neozelandese Anna-Louise Plowman dalla quale nel maggio 2007 ha avuto il primo figlio, Eli Alistair Stephens, seguito nel maggio 2009 da Tallulah e da Kura nata nel settembre 2010. Assiduamente i due hanno lavorato insieme sia in teatro che in televisione.

## Filmografia

### Cinema
- Orlando, regia di Sally Potter (1992)
- La dodicesima notte (Twelfth Night: Or What You Will), regia di Trevor Nunn (1996)
- Fotografando i fantasmi (Photographing Fairies), regia di Nick Willing (1997)
- La cugina Bette (Cousin Bette), regia di Des McAnuff (1998)
- Onegin, regia di Martha Fiennes (1999)
- Sunset Heights, regia di Colm Villa (1999)
- The Announcement, regia di Troy Miller (2000)
- Space Cowboys, regia di Clint Eastwood (2000)
- Possession - Una storia romantica (Possession), regia di Neil LaBute (2001)
- La morte può attendere (Die Another Day), regia di Lee Tamahori (2002)
- Terkel in Trouble (Terkel i Knibe), regia di Kresten Vestbjerg Andersen, Thorbjørn Christoffersen e Stefan Fjeldmark (2004)
- Midsummer Dream, regia di Ángel de la Cruz e Manolo Gómez (2005)
- The Rising: Ballad of Mangal Pandey, regia di Ketan Mehta (2005)
- Dark Corners, regia di Ray Gower (2006)
- Severance - Tagli al personale (Severance), regia di Christopher Smith (2006)
- The Deadly Game - Gioco pericoloso (All Things to All Men), regia di George Isaac (2013)
- The Machine, regia di Caradog W. James (2013)
- Believe - Il sogno si avvera (Believe), regia di David Scheinmann (2013)
- 13 Hours: The Secret Soldiers of Benghazi, regia di Michael Bay (2016)
- Il viaggio (The Journey), regia di Nick Hamm (2016)
- Hunter Killer - Caccia negli abissi (Hunter Killer), regia di Donovan Marsh (2018)

### Televisione
- The Camomile Lawn - miniserie TV, 3 episodi (1992)
- The Tenant of Wildfell Hall - miniserie TV, 3 episodi (1996)
- The Great Gatsby - film TV, regia di Robert Markowitz (2000)
- Perfect Strangers - miniserie TV, 3 episodi (2001)
- Napoléon - miniserie TV, episodio 1x3 (2002)
- Cambridge Spies - miniserie TV, 4 episodi (2003)
- Poirot (Agatha Christie's Poirot) - serie TV, episodio 9x01 (2003)
- London - film TV, regia di Chris Granlund e Sam Hobkinson (2004)
- Waking the Dead - serie TV, episodi 5x5 e 5x6 (2005)
- The Queen's Sister - film TV, regia di Simon Cellan Jones (2005)
- The Best Man - film TV, regia di Alex Pillai (2006)
- Sharpe's Challenge - film TV, regia di Tom Clegg (2006)
- Jane Eyre - miniserie TV, 4 episodi (2006)
- The Wild West - miniserie TV (2007)
- Wired - miniserie TV, 3 episodi (2008)
- Robin Hood - serie TV, episodi 3x6, 3x7 e 3x8 (2009)
- Strike Back - serie TV, episodi 1x5 e 1x6 (2010)
- Miss Marple (Agatha Christie's Marple) - serie TV, episodio 5x03 (2010)
- Vexed – serie TV, 9 episodi (2010-2012)
- Law & Order: UK - serie TV, episodio 6x4 (2011)
- Lewis - serie TV, episodio 6x2 (2012)
- Mystery! - serie TV (2012)
- Black Sails – serie TV, 38 episodi (2014-2017)
- Dieci piccoli indiani (And Then There Were None) - miniserie TV, 3 episodi (2015)
- Lost in Space - serie TV, 28 episodi (2018-2021)
- Summer of Rockets - serie TV  (2019)
- Alex Rider - serie TV, 6 episodi (2021)
- Percy Jackson e gli dei dell'Olimpo (Percy Jackson and the Olympians) - serie TV, 2 episodi (2023-in corso)
- One Day - miniserie TV, 1 episodio (2024)

## Doppiatori italiani
Nelle versioni in italiano dei suoi film, Toby Stephens è stato doppiato da:
- Francesco Bulckaen in La cugina Bette, Onegin, Possession - Una storia romantica, Alex Rider
- Angelo Maggi in Severance - Tagli al personale, Black Sails, Dieci piccoli indiani, Percy Jackson e gli dei dell'Olimpo
- Pasquale Anselmo in 13 Hours: The Secret Soldiers of Benghazi, Hunter Killer - Caccia negli abissi
- Fabrizio Pucci in Poirot, Believe - Il sogno si avvera
- Roberto Chevalier in La 12ª notte
- Michele Kalamera in Space Cowboys
- Fabio Boccanera in La morte può attendere
- Sandro Acerbo in Napoléon
- Massimo Rinaldi in Miss Marple
- Massimo Lodolo in Jane Eyre
- Vittorio Guerrieri in Robin Hood
- Massimo Rossi in Strike Back
- Alessandro D'Errico in The Machine
- Lorenzo Scattorin in Il viaggio
- Carlo Scipioni in Lost in Space
- Fabrizio Vidale in One Day